# Marques Green
Marques Oscar Green (ur. 18 marca 1982 w Norristown) – amerykański koszykarz występujący na pozycji rozgrywającego, posiadający także macedońskie obywatelstwo, reprezentant tego kraju.

## Osiągnięcia
Stan na 3 grudnia 2019, na podstawie, o ile nie zaznaczono inaczej.
NCAA
- MVP turnieju Paradise Jam (2003)
- Zaliczony do:
  - I składu:
    - Atlantic 10 (2003)
    - defensywnego Atlantic 10 (2002–2004)

  - II składu Atlantic 10 (2004)
  - III składu Atlantic 10 (2002)
- Lider:
  - NCAA w:
    - średniej przechwytów (4 – 2004)[5]
    - liczbie przechwytów (107 – 2004)

  - A-10 w:
    - średniej:
      - punktów (21,3 – 2003)
      - asyst (8 – 2003)
      - przechwytów (2002–2004)

    - liczbie:
      - asyst (216 – 2003)
      - przechwytów (102 – 2002, 2004)
      - celnych rzutów za 3 punkty (94 – 2003)
      - oddanych rzutów z gry (461 – 2003)

    - skuteczności rzutów wolnych (87,9% – 2003)

Drużynowe
- Wicemistrz Turcji (2009)
- Zdobywca pucharu Włoch (2008, 2014)
- 3. miejsce podczas mistrzostw Włoch (2014, 2016)
- 4. miejsce w EuroChallenge (2010)
- Finalista pucharu Włoch (2016)
- Uczestnik rozgrywek:
  - Eurocup (2005/2006)
  - Ligi Mistrzów FIBA (TOP 16 – 2016/2017)

Indywidualne
- Uczestnik meczu gwiazd ligi:
  - francuskiej LNB Pro A (2005)
  - tureckiej (2007)
- Lider:
  - w asystach ligi:
    - włoskiej (2011, 2012)
    - tureckiej (7 – 2007, 2015)

  - w przechwytach ligi:
    - włoskiej (2008, 2010)
    - tureckiej (3,2 – 2007)

  - ligi tureckiej w skuteczności rzutów wolnych (2015)

Reprezentacja
- Uczestnik mistrzostw Europy (2011 – 4. miejsce)